# Helius spinteris
Helius spinteris là một loài ruồi trong họ Limoniidae. Chúng phân bố ở miền Australasia.